# Тарамчук
Тарамчук (укр. Тарамчук) — посёлок в Волновахском районе Донецкой области Украины. Основан в 1928 году.
Население по переписи 2001 года составляло 197 человек. Почтовый индекс — 85665. Телефонный код — 6278. Код КОАТУУ — 1423387405.

## Местный совет
85665, Донецька обл., Мар’їнський р-н, с-ще Степне, вул.Леніна,1а[обновить данные]